# Флаг Хабаровска

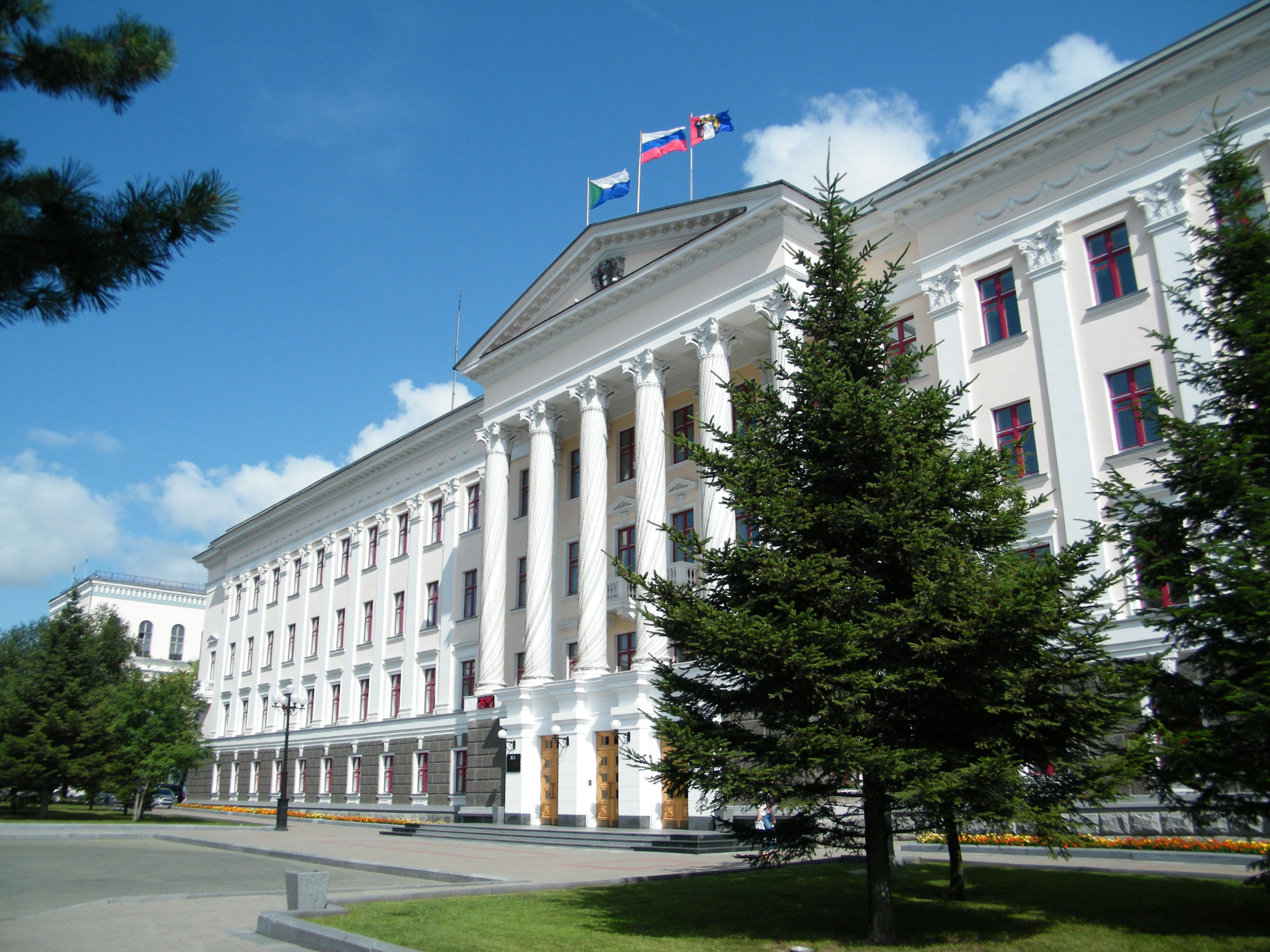
Флаг России, флаг Хабаровского края и флаг Хабаровска на здании городской администрации.

Флаг Хаба́ровска — официальный символ города Хабаровска наряду с гербом, утверждённый 30 октября 2007 года.

## Описание
«Флаг города представляет собой прямоугольное полотнище, состоящее из трёх вертикально расположенных полос: красного, белого и синего цветов. В красной части полотна изображён чёрный белогрудый медведь, в синей — жёлтый (золотой) амурский тигр. В центральной части белого цвета, составляющей 1/5 ширины полотнища флага, помещается жёлтый (золотой) щит с вилообразным лазурным крестом и червлёной рыбой в оконечности. Отношение ширины флага к его длине — 2:3».

## Обоснование символики
Медведь и тигр — главные фигуры герба, эти животные являются эндемиками Приамурской земли. «Вооружение» — глаза и языки, отличные по цвету от тела животного, с точки зрения геральдики говорят о том, что медведь и тигр выступают в роли защитников города. В лапах они держат исторический герб Хабаровска 1912 года.
В отличие от изображения на гербе Хабаровска на флаге отсутствует корона над историческим гербом и год основания города в нижней части.